# Euthanasia: Opposing Viewpoints
Euthanasia: Opposing Viewpoints es un libro editado por James D. Torr, sobre eutanasia. Pertenece a la serie de libros conocida como Opposing Viewpoints series.
Presenta una selección de puntos de vista contrastados sobre cuatro tems centrales sobre la eutanasia: por qué es ética, si debe ser legalizada, si la legalización puede conducir a muertes involuntarias y si los médicos deben asistir a los pacientes en un suicidio.
- Datos: Q5414446